# Kristian Nairn
Kristian Nairn (sinh ngày 25 tháng 11 năm 1975) là một nam diễn viên, DJ người Bắc Ireland.